# Бой при Мехадии
Бой при Мехадии (нем. Mehadia) — одно из сражений австро-турецкой войны (1787—1791).
В 1789 году османы, воспользовавшись медленным сбором австрийских сил на южной границе, сосредоточили у Белграда свои войска и в июле переправились через Дунай и ворвались в австрийский Банат. Только в середине августа император Иосиф II смог отправить в Банат корпус из 20 400 солдат.
Поражения османов при Фокшанах и на перевале Бодза, очевидно, оказали пагубное влияние на готовность турок идти в долину Жупанек. Командовавший там Мехемед-паша вернул свои войска и оставил занятой лишь Мехадию. Услышав эту новость, фельдцейхмейстер Клерфайт решил действовать немедленно. 17 августа он выступил из Карансебеша, отогнал турецкие передовые войска, стоявшие на Болвасницабахе, во второй половине дня взял Мехадию и укрепил холмы. В последующие дни заранее высланные патрули принесли известие, что Мехемед-паша не эвакуировал Банат, а начал наступать на Мехадию, но не имел превосходства в силах, из-за чего Клерфайт решил остановить дальнейшее продвижение противника на позиции при Мехадии.
Вечером 27 августа турки приблизились к Теплену (венг. Toplec) и Чаплийской горе с целью атаковать австрийские позиции Клерфайта, расположенные у Мехадии.
Утром 28 августа османы заняли возвышающуюся равнину Ласмар, а затем атаковали силами двухтысячной кавалерии правое крыло австрийцев, в то время как три тысячи янычар с пятью орудиями, развернувшись в долине, атаковали центральные шанцы. Атака авангарда, не поддержанная основными силами турок, была отбита. Вслед за этим османы стали ограждать себя укреплениями.
Видя нерешительность противника, Клерфайт решил перейти в наступление. Пять батальонов и 22 эскадрона при поддержке нескольких орудий начали атаку на основные позиции турок на склонах Ласмарских высот. Благодаря удачному использованию артиллерии и удару пехоты противник был приведён в расстройство. Клерфайт подкрепил атаку ударом всей своей многочисленной кавалерии, окончательно расстроившей ряды противника.
Турки попытались контратаковать австрийцев на их правом фланге, чтобы парировать наступление в центре, но были отрезаны и отброшены в горы.
Австрийская кавалерия преследовала бегущих турок до тех пор, пока местность допускала действие конницы. Османские войска потеряли около одной тысячи солдат, все орудия и пять знамён. Потери австрийцев составили 29 убитыми и 79 ранеными.
В результате победы при Мехадии австрийцы вернули Банат, и их армия приступила к осаде Белграда.